# Hayato Sueyoshi
Hayato Sueyoshi (jap. 末吉 隼人 Sueyoshi Hayato; * 22. Juni 1982 in Takaishi) ist ein ehemaliger japanischer Shorttracker.

## Werdegang
Sueyoshi trat international erstmals bei den Juniorenweltmeisterschaften 1997 in Marquette in Erscheinung, wobei er den 11. Platz im Mehrkampf errang. In der Saison 1998/99 belegte er bei den Juniorenweltmeisterschaften 1999 in Montreal erneut den 11. Platz im Mehrkampf und bei den Weltmeisterschaften 1999 in Sofia den 23. Platz im Mehrkampf sowie den fünften Rang mit der Staffel. Zudem gewann er bei den Teamweltmeisterschaften 1999 in St. Louis die Bronzemedaille. In der Saison 2000/01 wurde er bei den Juniorenweltmeisterschaften 2001 in Warschau Fünfter im Mehrkampf, bei den Teamweltmeisterschaften 2001 in Nobeyama Vierter und bei den Weltmeisterschaften 2001 in Jeonju Fünfter mit der Staffel. In den folgenden Jahren errang er bei den Teamweltmeisterschaften 2002 in Montreal den sechsten Platz und holte bei den Winter-Asienspielen 2003 in der Präfektur Aomori die Bronzemedaille mit der Staffel. Zudem erreichte er in der Saison 2002/03 mit dritten Plätzen in Chuncheon sowie in Peking mit der Staffel seine einzigen Podestplatzierungen im Weltcup.
In der Saison 2004/05 kam Sueyoshi bei den Weltmeisterschaften 2005 in Peking auf den sechsten Platz mit der Staffel und holte bei der Winter-Universiade 2005 in Innsbruck die Bronzemedaille mit der Staffel. Sein letztes internationales Rennen absolvierte er bei den Olympischen Winterspielen 2006 in Turin, wobei er den 19. Platz über 1500 m errang.

## Erfolge

### Olympische Spiele
- 2006 Turin: 19. Platz 1500 m

### Shorttrack-Weltmeisterschaften
- 1999 Sofia: 5. Platz Staffel, 18. Platz 1500 m, 23. Platz Mehrkampf, 28. Platz 500 m, 33. Platz 1000 m
- 2001 Jeonju: 5. Platz Staffel
- 2005 Peking: 6. Platz Staffel

### Team-Weltmeisterschaften
- 1999 St. Louis: 3. Platz
- 2001 Nobeyama: 4. Platz
- 2002 Montreal: 6. Platz

## Persönliche Bestleistungen
| Disziplin | Zeit         | Datum             | Ort       |
| --------- | ------------ | ----------------- | --------- |
| 500 m     | 43,466 s     | 20. Januar 2005   | Innsbruck |
| 1000 m    | 1:32,065 min | 10. Dezember 2000 | Changchun |
| 1500 m    | 2:19,665 min | 19. Januar 2005   | Innsbruck |
| 3000 m    | 5:17,071 min | 22. Januar 2005   | Innsbruck |